# Transact-SQL
Transact-SQL (T-SQL) ist eine proprietäre Erweiterung des SQL-Standards von Sybase und Microsoft.
T-SQL erweitert den SQL-Standard um Funktionen wie Prozedurale Programmierung, lokale Variablen, Fehlerbehandlung, Funktionen zur Zeichenketten- (STRING) Verarbeitung, Datumsverarbeitung und mathematische Operationen. Zusätzlich wurden Änderungen an der Funktionalität von DELETE- und UPDATE-Statements im Vergleich zu SQL durchgeführt.
Transact-SQL ist wesentlicher Bestandteil des Microsoft SQL Servers. Bei Anwendungen erfolgt die Kommunikation mit der Instanz des SQL-Servers über Transact-SQL-Anweisungen, dabei spielt die Benutzeroberfläche der Anwendung keine Rolle.

## Verwendung
Durch den erweiterten Funktionsumfang von T-SQL können komplexere Abfragen erstellt werden, außerdem werden administrative Tätigkeiten innerhalb des SQL-Servers mit T-SQL-Anweisungen durchgeführt.
Wiederkehrende Aufgaben oder häufig verwendete Anweisungen, welche sonst vom Client ausgeführt werden, können als Stored Procedures auf dem Datenbankserver gespeichert werden, jeder Benutzer der Datenbank kann diese Programme aufrufen und nutzen.
Über das Rechtemanagement der Datenbank kann der Zugriff auf Transact-SQL-Prozeduren gesteuert werden.

## Variablen
Um lokale Variablen zu verwenden, bietet Transact-SQL die Befehle DECLARE, SET und SELECT.
```
DECLARE
 
@varName
 
NVARCHAR
(
30
)

SET
 
@varName
 
=
 
'Max Mustermann'

SELECT
 
@varName
 
=
 
Name
 
FROM
 
Kunde
 
WHERE
 
KundeID
 
=
 
1000

```

## Fehlerbehandlung
Mit dem SQL Server 2005 wurde die TRY CATCH-Logik eingeführt um die Behandlung einer Exception (Ausnahme) zu unterstützen.
Hierdurch können Entwickler ihren SQL-Code vereinfachen, da @@ERROR-Prüfungen – die Prüfung, ob eine Anweisung ohne Fehler durchgeführt wurde – nun nicht mehr nach jeder Anweisung durchgeführt werden müssen.
```
--
 
beginn
 
einer
 
Transaktion

BEGIN
 
TRAN

BEGIN
 
TRY

   
--
 
Ausführung
 
der
 
Anweisungen

   
INSERT
 
INTO
 
KUNDE
(
NAME
)
 
VALUES
 
(
'ASDF'
)

   
INSERT
 
INTO
 
KUNDE
(
NAME
)
 
VALUES
 
(
1234
)

   
--
 
Commit
 
der
 
Transaktion

   
COMMIT
 
TRAN

END
 
TRY

BEGIN
 
CATCH

   
--
 
Dieser
 
Codeblock
 
wird
 
ausgeführt
,
 
sollte
 
eine
 
der
 
Anweisungen
 
fehlerhaft
 
sein
.

   
--
 
Rollback
 
der
 
Transaktion

   
ROLLBACK
 
TRAN

END
 
CATCH

```